# Championnat du Kirghizistan de football 2024
 (décembre 2024).
Navigation
Saison précédente Saison suivante
La saison 2024 du Championnat du Kirghizistan de football est la trente-troisième édition de la première division au Kirghizistan. Il y a dix équipes engagées cette saison et la compétition prend la forme d'une poule unique où les formations s'affrontent à trois reprises.
C'est le Abdish-Ata Kant, tenant du titre, qui remporte à nouveau la compétition cette saison après avoir terminé en tête du classement final. C'est le troisième titre de champion du Kirghizistan du club.
Le vainqueur du championnat se qualifie pour les barrages de la Challenge League de l'AFC 2025-2026, la troisième compétition inter-clubs en Asie.

## Les clubs participants
- Dordoi Bichkek
- Alga Bichkek
- FC Neftchi Kotchkor-Ata
- Abdish-Ata Kant
- FC Alay Och
- FC Khimik Kara-Balta est renommé FK Kyrgyzaltyn
- Ilbirs Bishkek
- Talant Besh-Kungei
- Aldiyer Kurşab
- Muras United Jalal-Abad

## Compétition
Le barème de points servant à établir le classement se décompose ainsi :
- Victoire : 3 points
- Match nul : 1 point
- Défaite : 0 point

### Classement
| Rang | Équipe                   | Pts | J  | G  | N | P  | Bp | Bc | Diff |
| ---- | ------------------------ | --- | -- | -- | - | -- | -- | -- | ---- |
| 1    | Abdish-Ata KantT         | 69  | 27 | 22 | 3 | 2  | 67 | 15 | +52  |
| 2    | Dordoi Bichkek           | 59  | 27 | 17 | 8 | 2  | 43 | 18 | +25  |
| 3    | Muras United Jalal-AbadC | 54  | 27 | 16 | 6 | 5  | 50 | 34 | +16  |
| 4    | FC Alay Och              | 47  | 27 | 13 | 8 | 6  | 37 | 29 | +8   |
| 5    | FC Neftchi Kotchkor-Ata  | 31  | 27 | 8  | 7 | 12 | 36 | 40 | -4   |
| 6    | Ilbirs Bishkek           | 26  | 27 | 8  | 2 | 17 | 30 | 48 | -18  |
| 7    | Aldiyer Kurşab           | 25  | 27 | 6  | 7 | 14 | 28 | 44 | -16  |
| 8    | Talant Besh-Kungei       | 24  | 27 | 6  | 6 | 15 | 20 | 43 | -23  |
| 9    | Alga Bichkek             | 20  | 27 | 5  | 5 | 17 | 29 | 48 | -19  |
| 10   | FK Kyrgyzaltyn           | 20  | 27 | 4  | 8 | 15 | 20 | 41 | -21  |

|  | Qualification pour la Challenge League de l'AFC 2025-2026     |
|  | Relégation en deuxième division                               |
|  | T : Tenant du titre C : Vainqueur de la Coupe du Kirghizistan |

## Bilan de la saison
| Championnat du Kirghizistan de football 2024 |                            |
| Champion                                     | Abdish-Ata Kant (3e titre) |
| Coupes et trophées                           |                            |
| Vainqueur de la Coupe du Kirghizistan 2024   | Muras United Jalal-Abad    |
| Qualifications continentales                 |                            |
| Challenge League de l'AFC 2025-2026          | Abdish-Ata Kant            |
| Promotions et relégations                    |                            |
| Promus en Vysshaya Liga                      |                            |
| Relégués en Deuxième division                | FK Kyrgyzaltyn             |